# Pacifantistea ovtchinnikovi
Pacifantistea là một chi nhện đơn loài Pacifantistea ovtchinnikovi trong họ Hahniidae. Chúng được tìm thấy ở Nga và Nhật Bản.